# KFTK-FM
KFTK-FM ist eine kommerzielle Talkradiostation in Florissant, Missouri, die für den Medienmarkt von Greater St. Louis sendet. Der Sender strahlt die Programme US-weit bekannter konservativer Talkhosts aus. Slogan ist „FM NewsTalk 97.1.“

## Geschichte
Die Station ging 1977 als KSCF auf Sendung. Die Buchstaben des Rufzeichens standen für St. Charles und Florissant. Zunächst wurde ein Middle of the road/easy listening-Format ausgestrahlt.

## Programm
KFTK ist Affiliate des Fox News Radio und bildet in seinem Programm die gesamte Palette der konservativen bis ultrakonservativen US-Radio-Shows ab: Sean Hannity, Mark Levin, Brian Kilmeade, Coast to Coast AM mit George Noory und „This Morning“, „America’s First News“ mit Gordon Deal laufen im Programm. Am Wochenende läuft Glenn Beck und Jonathan Brandmeier. Tim Jones, ehemaliger Sprecher der Republikaner im Missouri House of Representatives moderiert die Sendung „Allmann in the morning“ bei KFTK-FM.
Die mittlerweile US-weit ausgestrahlte Talkhost Dana Loesch startete ihre Karriere bei KFTK-FM. Von 2009 bis 2016 produzierte sie ihre Show bei dem Sender.

## Ausstrahlung
Neben seiner UKW-Frequenz 97,1 MHz wird das Programm auch von KFTK in St. Louis auf Mittelwelle 1490 kHz in Illinois übertragen. Der UKW-Umsetzer K254CR überträgt das Programm auf UKW 98,7 MHz in St. Louis.